# Basketligaen Norge 2020-2021
La Basketball Ligaen Norge 2020-2021 è stata la 54ª edizione del massimo campionato norvegese di pallacanestro maschile. Il campionato venne sospeso il 17 marzo 2021 a causa della pandemia di COVID-19.

## Risultati

### Stagione regolare
|     | Squadra          | G  | V  | P  | PF   | PS   | %    | Qualificazione |
| --- | ---------------- | -- | -- | -- | ---- | ---- | ---- | -------------- |
| 1.  | Gimle            | 16 | 13 | 30 | 1419 | 1211 | 81,3 |                |
| 2.  | Kongsberg Miners | 15 | 12 | 3  | 1371 | 1166 | 80,0 |                |
| 3.  | Frøya            | 16 | 12 | 4  | 1353 | 1303 | 75,0 |                |
| 4.  | Bærum            | 16 | 10 | 6  | 1406 | 1289 | 62,5 |                |
| 5.  | Asker Aliens     | 15 | 9  | 6  | 1243 | 1157 | 60,0 |                |
| 6.  | Fyllingen Lions  | 18 | 9  | 9  | 1685 | 1596 | 50,0 |                |
| 7.  | Tromsø Storm     | 27 | 7  | 9  | 1311 | 1314 | 43,8 |                |
| 8.  | Ammerud          | 16 | 5  | 11 | 1355 | 1413 | 31,3 |                |
| 9.  | Nidaros Jets     | 14 | 2  | 12 | 969  | 1277 | 14,3 |                |
| 10. | Centrum Tigers   | 18 | 1  | 17 | 1183 | 1569 | 5,6  |                |